# 驚異萬分
惊异万分（Wonderstruck）是來自伊莉莎白雅頓的女性香水，由美國創作歌手泰勒絲代言。它的名字來自泰勒絲的第三張專輯《愛的告白》中的歌曲“愛情魔力”，它反映了一個人對另一個人的第一印象：“I'm wonderstruck blushing all the way home”（「愛情魔力」的歌詞）。 香水的標語是“The beginning of something magical.”。
它於2011年10月21日在美國開始售賣。它重振了名人香水的業務，2011年的銷售額增長了57％。

## Wonderstruck Enchanted
因為 Wonderstruck 的成功，泰勒絲在2011年12月13日，即她的22歲生日當天（也就是Wonderstruck發行不到兩個月的時候）在美國發行了衍生香水“Wonderstruck Enchanted”。

## 香味
Wonderstruck具有木莓，小蒼蘭和黑莓的前調、金銀花、木槿和香草的中調以及桃子、琥珀、檀香和麝香的基調。